# Přetvářka
Přetvářka je změna výrazu tváře nebo chování podle dané situace. Přetváříme se, jak chceme nebo si myslíme, že je to správné, slušné a vyžadované. Člověka, který předstírá své chování v dané situaci, označujeme za pokrytce.

## Předstírané chování (self - image)
Toto chování můžeme sledovat při verbální komunikaci (vytahování se), ale i při neverbální (přikyvování, i když nechápeme, o čem se mluví, zařazení do vyšší společnosti podle oblečení). V každodenním životě člověk prezentuje svůj obraz, který spíše odpovídá tomu, jakým by chtěl být, než tomu, jaký ve skutečnosti je.